# Pietro Maletti
Pietro Maletti (Castiglione delle Stiviere, 24 maig 1880 – Sidi Barrani, 9 desembre 1940) va ser un general italià.
L'any 1898 ingressà al Regio Esercito com a voluntari i el 1904 ingressà a l'Acadèmia Militar de Mòdena, on obté el grau de Sotstinent el 1906. El 1909 fou ascendit a Tinent i el 1914 a Capità. Va participar en la Primera Guerra Mundial obtenint el grau de Major el 1917. L'agost de 1917 va ser enviat a Líbia on va romandre-hi fins al 1934. El 1926 va obtenir l'ascens a Tinent Coronel i el novembre del mateix any va ser repatriat a Itàlia per marxar de nou el juliol de 1927 cap a Cirenaica, on el gener de 1931 va participar en la conquesta de l'oasi de Kufra. El mateix any fou ascendit a Coronel per mèrits de campanya.
Va tornar a Itàlia el maig de 1934 però el gener de 1935 va ser traslladat a Somàlia i on va assumir el comandament de la 1a agrupació àrab somali, comandament que va ocupar durant tota la campanya i que li va valer l'ascens a General de Brigada per mèrits de campanya. Després del conflicte, Maletti va romandre a l'Àfrica i el febrer de 1937 va estar sota les ordres del virrei Rodolfo Graziani que el 19 de febrer de 1937 va ser objecte d'un atemptat durant una cerimònia.
A partir d'abril de 1937 va substituir el general Ruggero Tracchia al comandament de la 2a brigada indígena eritrea, i el maig de 1937, sense esperar el resultat de les investigacions, Graziani va donar l'ordre de massacrar tot el clergat del monestir etíop de Debre Libanõs: el general Pietro Maletti porta a terme l'ordre i van perdre-hi la vida unes dues mil persones, la meitat de les quals eren sacerdots, monjos i diaques. El juny de 1938 va ser ascendit al grau de General de Divisió.
Va tornar a Itàlia el 1939 i va ser assignat al comandament de la 28a Divisió d'Infanteria "Aosta" a Palerm, però el 9 de juny de 1940 va retornar a Líbia, on va prendre el comandament d'un grup de tropes (Raggruppamento sahariano "Maletti") que va prendre el seu nom. Va morir al campament atrinxerat d'Alam el Nibewa, avançada de Sidi Barrani, el 9 de desembre de 1940 durant l'Operació Compass.